# زمین‌لرزه ۱۹۸۷ پاپوآ گینه نو
زمین‌لرزه پاپوآ گینه نو  در تاریخ ۸ فوریه ۱۹۸۷ میلادی، برابر با ‎۱۹ بهمن ۱۳۶۵، ساعت ۱۸:۳۳:۵۸ به زمان یوتی‌سی در پاپوآ گینه نو رخ داد. ژرفای این زلزله ۴۱٫۹ کیلومتر بود، و بزرگی آن ۷٫۳ در مقیاس Mw اعلام شده‌است. زمین‌لرزه به وقت محلی در روز دوشنبه، ساعت ۴ روی داده و منطقه زمانی آن یوتی‌سی +۱۰ بوده‌است .
سازمان زمین‌شناسی آمریکا نیز رومرکز این زمین‌لرزه را در مختصات ۶°۰۵′۱۷″جنوبی ۱۴۷°۴۱′۲۰″شرقی / ۶٫۰۸۸°جنوبی ۱۴۷٫۶۸۹°شرقی و ژرفای آن را در ۵۴ کیلومتر گزارش کرده‌است. بزرگی برگزیدهٔ این سازمان از میان بزرگی‌های محاسبه‌شدهٔ مختلف ۷٫۶ در مقیاس MS بوده و از دید اثر، در میان چهار دسته‌بندی «نامحسوس»، «محسوس»، «زیان‌آور» یا «با تلفات»، زلزله را «با تلفات» اعلام کرده‌است.رانش زمین در آن به وجود آمده‌است.روانگرایی در این زمین‌لرزه ایجاد شده‌است.
پروژهٔ «تنسور گشتاور مرکزوار» زاویه‌های (راستا، شیب، ریک) گسل سازندهٔ زمین‌لرزه و صفحه عمود بر آن را (°۸۲، °۸۳، °۴) یا (°۳۵۲، °۸۷، °۱۷۳) و نوع گسل را «امتدادلغز» فرارسانده‌است.
زمین‌لرزه هیچ کشته و زخمی‌ای نداشته‌است.